# アンディ・マッキー
アンディ・マッキー（Andy McKee, 1979年4月4日 - ）は、アメリカのアコースティック・ギタリスト。CANdYRATレコード所属。
その珍しい演奏スタイルと作曲の才能のために厚い支持がある。2006年後半、自身の代表曲である "Drifting" の演奏を収めたクリップはYouTubeトップ・ページの "Featured Video" に採り上げられ、2006年11月までに500万近くの閲覧数を集めた。

## 生い立ちと経歴
1979年、 カンザス州トピカ生まれ。初めてギターを手にしたのは13歳の時で、父親が買ってくれたアリアのナイロン弦の物であった。始めのうちは練習に乗り気ではなかったものの、エレキ・ギター好きのいとこが学び続けるようにとやる気を起こさせたのだという。最初、主にハードロックやヘヴィメタルの興味があったようだ。彼が語るには、16歳の誕生日に「音楽クリニック」でプレストン・リードのライブ演奏を観た後、本人から教育用ヴィデオを買い求め、より複雑なギター・テクニックを学び始めたという。また、この時期には高校を中退していたのだが、GED（大学入学資格検定試験）で資格を得た。続く5年間、彼はマイケル・ヘッジス、ドン・ロス、ビリー・マクラフリン、パット・カートレー、トミー・エマニュエルらのギタリストからインスピレーションを得ながら自身の上達に努めていった。
2001年、初アルバム『Nocturne』を発表した。同年、カンザス州ウィンフィールドで行われた第3回ナショナル・フィンガースタイル・ギター・コンペティションに最年少で出場し、高順位を得た。2003年には台湾でジャック・ストッツェム、中川イサト、岸部眞明らとツアーを行う。また、この年のカンザス・ミサレイニアス・アコースティック・インストルメント・コンテストに出場し、1位に選ばれている。このときに使用したロン・スピラーズ製ハープギターは、2002年にスティーヴン・ベネットから購入したものである。
2004年、2枚目のアルバム『Dreamcatcher』をリリースした。ここでは以前共に多数のツアーをこなしたことがあるベーシスト、マイケル・マンリングと演奏する曲をタイトルに掲げることができた。またこの年、彼はカンザス・フィンガースタイル・ギター・コンペティションで1位、カナディアン・フィンガースタイル・ギター・コンペティションで2位を獲得している。
2005年には中川イサトの招聘によって初来日を果たし、その後『Glory』を発表。中川へのトリビュート・ナンバー「Nakagawa-san」が収録。
彼のCD『Art of Motion』は、CANdYRATレコードから2006年に発表された。これにより、彼はドン・ロスのようなアコースティック・ギタリストから相応の賞賛を得るようになった。現在、好きなアーティストの1人として注目し続けていたロスと同じレーベルに籍を置いている。
2007年に2度目の来日。同年に『The Gates of Gnomeria』を発表。ビョークの代表作「Venus As A Girl」を巧みな多重録音で表現するなど、ギター・ソロの枠にとらわれない音楽的実験が新境地として見られた。
2008年、畏友ドン・ロスとのデュオ作『Thing That Came From Somewhere』を発表。
2010年、アルバム『Joyland』を発表。また、リー・リトナーのアルバム『シックス・ストリング・セオリー』で2曲にフィーチャリング・ゲストとして参加した。
2010年、ドリーム・シアターのオープニング・アクトとしてツアーに帯同。2012年には来日公演もおこなった。

## 影響
影響を受けた演奏家は（ここに挙げるだけに止まらないが）以下の通り。
- マイケル・ヘッジス
- ドン・ロス
- プレストン・リード
- ビリー・マクラフリン
- トミー・エマニュエル
- ビョーク
- エリック・ジョンソン
- イモージェン・ヒープ
- メタリカ
- ジョー・サトリアーニ
- アイアン・メイデン
- パンテラ
- スティーヴ・アーキアーガ
- ヴィンス・ディコーラ
- TOTO
- ピーター・ガブリエル
- キング・クリムゾン
- プライマス
- ニール・ヤング
- フィル・キーギー
- スティーヴィー・レイ・ヴォーン
- パット・メセニー
- パット・カートレー
- ドリーム・シアター

## ディスコグラフィ

### フルレンス・アルバム
- Nocturne（2001年）
- Dreamcatcher（2004年）
- Art of Motion（2006年）
- The Gates of Gnomeria（2007年）
- Joyland（2010年）

### EP
- Common Ground（2009年）
- Mythmaker（2014年）